# Simon Illmer (Politiker, 1954)

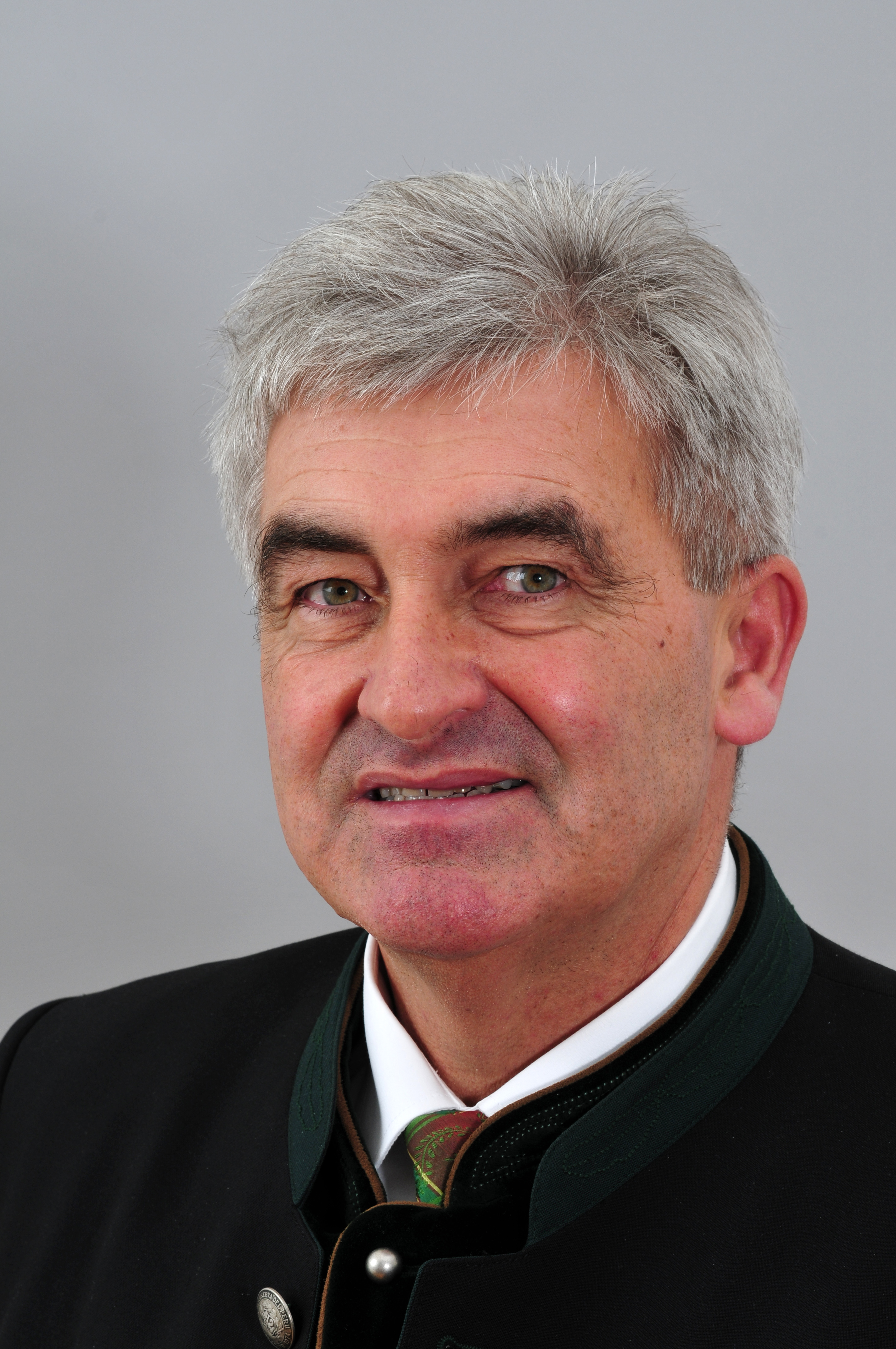
Simon Illmer (2012)

Simon Illmer (* 24. Jänner 1954 in Pfarrwerfen) ist ein österreichischer Landwirt und Politiker (ÖVP). Illmer war von 1994 bis 2013 Abgeordneter zum Salzburger Landtag und ab 22. April 2009 erster Präsident des Salzburger Landtages.

## Leben
Illmer besuchte nach der Volks- und Hauptschule die landwirtschaftliche Fachschule in Klessheim (Salzburg) und übernahm in der Folge die elterliche Landwirtschaft (Mitterdielbauer). Neben seiner Tätigkeit als Landwirt ist Illmer zudem staatlich geprüfter Schilehrer und Schiführer. Illmer ist Obmann des Abfallwirtschaftsverbandes Pongau. 2005 wurde ihm der Berufstitel Ökonomierat verliehen.
Illmer engagierte sich in der Landjugend und war in der Jungen Volkspartei aktiv. 1984 wurde er zum Bürgermeister von Pfarrwerfen gewählt, 1994 wurde er als Abgeordneter zum Salzburger Landtag angelobt. Illmer ist Sprecher des ÖVP-Landtagsklubs für Abfallwirtschaft, Forstwirtschaft, Alternativenergie sowie Landwirtschaft. Am 28. Mai 2008 wurde er zum Dritten Landtagspräsidenten gewählt.
Nach der Landtagswahl vom 1. März 2009 vereinbarte die Salzburger Volkspartei mit der SPÖ den ersten Landtagspräsidenten zu stellen, obwohl ihr eigentlich nur der zweite zustünde. Dieses Amt sollte Hans Scharffetter übernehmen. Dieser verletzte sich allerdings am Vortag der Angelobung schwer, sodass Illmer vorübergehend bis zur vollständigen Genesung Scharfetters das Amt übernahm.
Illmer ist Vater dreier Töchter.

## Auszeichnungen
- 2014: Großes Ehrenzeichen des Landes Salzburg[3]